# Mæander
 For alternative betydninger, se Mæander (flertydig). (Se også artikler, som begynder med Mæander)
En mæander, meander, mæandersving, mæanderslyngning eller mæanderbue er et vandløbs slyngning. Ordet mæander er afledt fra Maíandros, som er det græske navn på floden, der på dansk hedder den store Mæander og på tyrkisk Büyük Menderes. Fænomenet kendes fra talrige luftfotos af Amazonas, hvor man også ser de karakteristiske afsnøringer med isolerede sving på det tidligere flodløb.
Mæandere dannes, når flodens strømning eroderer flodbredden i ydersiden af et sving, og materialet aflejres langs indersiden. Buerne bliver efterhånden så ekstreme, at buen bliver afskåret fra resten af floden og der opstår en krogsø (en), der med tiden tørrer ud.

## Ornamenter som muligvis er afledt af mæander
Det er muligvis fra dette naturfænomenet mæander, at man har dannet et ornamentmønster, også kaldet mæander, hvor de buede slyng er erstattet af retvinklede knæk på lige linjer. Mønstret ses på masser af keramik fra den græsk-romerske oldtid. Ofte kaldes mønstret derfor også à la grecque-bort eller mæanderbort.
Hvis man sammenligner med de keltiske spiralslyng-ornamenter, kan der dog anes en anden baggrund for mæanderborten. I så fald skal betegnelsen nok tolkes som et senere tilføjet navn for et mønster, der fandtes i forvejen, eller at floderne i oldtiden havde navn efter et mønster som alle kendte.

## Mæander vandløbsgalleri
- Et dramatisk eksempel på erosionen ved mæandere, Horseshoe Bend
- Nowitna-floden i Alaska
- En tydeligt afskåret og udtørret hesteskosø.
- En mæanderbue brugt aktivt ved Besançon
- Río Negro i Argentina er en af de mest mæanderfyldte floder i verden.